# Aurelio Gotti
Aurelio Gotti (Firenze, 16 marzo 1833 – Roma, 7 gennaio 1904) è stato uno scrittore italiano.

## Biografia
Partecipò nel 1857 alla redazione del vocabolario dell'Accademia della Crusca e nel 1859 divenne ispettore generale delle scuole primarie di primo grado della Toscana. Autore di una biografia (1895) di Bettino Ricasoli, nel 1869 pubblicò Discorsi di un maestro di scuola, ove espresse il suo pensiero pedagogico.

## Opere
- Aggiunta ai Proverbi toscani di Giuseppe Giusti, Siena, Tipografia del R. Istituto toscano dei sordo-muti, 1854.
- Discorsi d'un maestro di scuola per saggio d'insegnamento orale. Con l'appendice di due scritti sull'istruzione elementare, Firenze, Successori Le Monnier, 1869.
- Giudizio e lavoro. Cenni biografici di uomini insigni nelle arti, nelle lettere, nelle scienze, Firenze, Successori Le Monnier, 1871.
- Le gallerie e i musei di Firenze. Discorso storico, seconda ed. accresciuta e corretta, Firenze, coi tipi di M. Cellini e C., 1875.
- Vita di Michelangelo Buonarroti : narrata con l'aiuto di nuovi documenti, 2 voll., Firenze, Tipografia della Gazzetta d'Italia, 1875.
- Vita del barone Bettino Ricasoli, Firenze, Successori Le Monnier, 1894.
- Pagine staccate della mia vita, Roma, Fratelli Bocca, 1892.
- Dell'istruzione elementare o popolare in rapporto agli ultimi programmi governativi, Roma, Società Edit. Dante Alighieri, 1895.
- Italiani del secolo XIX, Città di Castello, S. Lapi, 1911.

### Curatele
- Pier Francesco Giambullari, Della istoria d'Europa. Libri sette, a cura di Aurelio Gotti, Firenze, Le Monnier, 1856.
- Publius Vergilius Maro, L'Eneide, volgarizzata nel buon secolo della lingua da Ciampolo di Meo degli Ugurgeri senese, a cura di Aurelio Gotti, Firenze, Le Monnier, 1858.
- Lettere e documenti del barone Bettino Ricasoli, a cura di Marco Tabarrini e Aurelio Gotti, 10 voll., Firenze, Le Monnier, 1887-1898.